# Ceratina tehuacana
Ceratina tehuacana är en biart som beskrevs av Embrik Strand 1919. Ceratina tehuacana ingår i släktet märgbin, och familjen långtungebin. Inga underarter finns listade i Catalogue of Life.